# Dan Gordon
Dan Gordon (13 juillet 1902 - 13 août 1970) est un auteur de storyboard, réalisateur et auteur de bande dessinée américain. Il commence à travailler dans l'animation dans les années 1930 pour des sociétés telles que les studios Fleischer ou la MGM. Dans les années 1940 il commence à réaliser des comics pour la maison d'édition ACG et dessine des histoires parues dans Angelpuss, Blunderbunny, Bungle of the Jungle, Superkatt, Cookie, etc. Il y reste jusqu'en 1953 puis retourne à son premier emploi en travaillant pour Hanna-Barbera. Il signait ses bandes dessinées Dang.